# 芸能
芸能（げいのう）とは、芸術の諸ジャンルのうち人間をもって表現する技法のことである。
日本語の「芸能」は広く流通している表現であり、芸能界や芸能人など大衆文化（大衆芸能）を想起させるものを含む一方、能や歌舞伎などの伝統芸能の枠組みも含まれる。
芸能には、主に演劇・舞踊・ポピュラー音楽・映画・大衆演芸・民俗芸能等が含まれる。古くは時と場所を限定した瞬時の演技や演奏によって表され、それが直ちに消滅するので瞬間芸術とも呼ばれたが、近代には録音・録画の技術が発達し、これらによって表現された作品も芸能と呼ばれるようになった。「芸能」は英語のパフォーミング・アーツ（performing arts）の訳語として用いられることがある。パフォーミング・アーツ（performing arts）は日本語に直訳すると「上演芸術」となり音楽・舞踊・演劇などをすべて含む概念である。ただ、日本では「芸能」という語が広く流通しており、「上演芸術」という語は一般的には用いられていない。
なお、職業として芸能に携わる者を芸能人と呼ぶ。

## 芸能の歴史

### 西洋芸能史
古代ギリシャの演劇が西洋における芸能の起源といえる。音楽においては、クラシック音楽（狭義には古典派音楽を指すが、ここでは広義のクラシック音楽、すなわち芸術音楽を指す）の発祥の地であるため、芸能としての音楽すなわちポピュラー音楽はその陰に隠れた印象があるが、杜こなてによると、モーツァルトが大衆向けに書いた音楽がポピュラーの源泉であるといわれる。フランスのシャンソン、イタリアのカンツォーネ、そしてアメリカ合衆国のジャズは西洋で発展したポピュラー音楽である。

### 東洋芸能史
「芸能」という言葉は元来は中国の言葉であり、「芸」と「能」の熟語であった。一般に修得した才芸・伎芸・技能を指し、「六芸」と称して礼（礼儀作法）・楽（歌舞音楽）・射（弓術）・御（馬術）・書（学問）・数（算術）を芸能としていた。

### 日本芸能史

#### 古代
日本の芸能は村々における神祭りの場を母胎とした。黎明期の芸能はシャーマニズム儀礼の形をとっていたと考えられている。大和朝廷は祭りの場の歌舞をいち早く芸能化し、猿女氏や物部氏がそれを行った。これが神楽のもととなったと考えられている。平安時代にはいると猿楽・田楽が行われるようになった。

#### 中世
鎌倉時代には猿楽・田楽が人気を集めたが、室町時代に入り猿楽が世阿弥らによって能と狂言に発展させられると、田楽は衰退し地方寺社の祭礼芸能として命脈をとどめることになった。ただ中世までは中国の影響を受け雅楽・猿楽・神楽・催馬楽・今様・宴曲・笛・琴・鼓といった今日でも芸能の範囲に含まれるもののみならず漢詩・和歌・俳諧・朗詠・蹴鞠・流鏑馬・犬追物・双六・囲碁といった今日では芸能に含まれないものも芸能に含めていた。

#### 近世
近世に入ると芸能は歌舞音楽に関するものが中心となり、芸能という言葉は今日とほぼ同じ範囲を指すようになった。職業的芸能人が多く登場するようになるのも近世に入ってからである。江戸時代には歌舞伎や浄瑠璃が人気を集め、浄瑠璃を伴奏にして人形を舞台でまわす人形芝居も人気を集めた。

#### 近現代
明治維新後は明治政府が芸能教育に対して消極的となり、学校教育においても西洋の芸術音楽は採用されても日本の伝統芸能はほとんど採用されなくなった。芸能が本格的に脚光を浴びるようになるのは第二次世界大戦終結後のことで、学校でも芸能科という課程が設置された。マスメディアにおいても芸能が重要視されるようになり、芸能人が庶民に大きな影響力を持つようになった。一方学問の世界においても芸能や芸能史の研究に従事する学者が増加し、芸能分野の学会が組織されるようになった。そして芸能文化にかかわる学術書や雑誌も盛んに発行されるようになった。